# Les Groseillers
Les Groseillers ist eine französische Gemeinde mit 54 Einwohnern (Stand: 1. Januar 2022) im Département Deux-Sèvres in der Region Nouvelle-Aquitaine. Sie gehört zum Arrondissement Parthenay und zum Kanton La Gâtine. Die Einwohner werden Grusellois genannt.

## Geographie
Les Groseillers liegt etwa 17 Kilometer südwestlich von Parthenay und 22 Kilometer nordnordöstlich von Niort. Der Autise begrenzt die Gemeinde im Süden. Les Groseillers wird umgeben von den Nachbargemeinden Allonne im Norden und Nordosten, La Boissière-en-Gâtine im Nordosten und Osten, Cours im Süden sowie Pamplie im Westen.

## Bevölkerungsentwicklung
| Jahr      | 1954 | 1962 | 1968 | 1975 | 1982 | 1990 | 1999 | 2006 | 2019 |
| Einwohner | 111  | 102  | 98   | 87   | 78   | 78   | 73   | 70   | 55   |

## Sehenswürdigkeiten
- Kirche Saint-Lzare-et-Notre-Dame

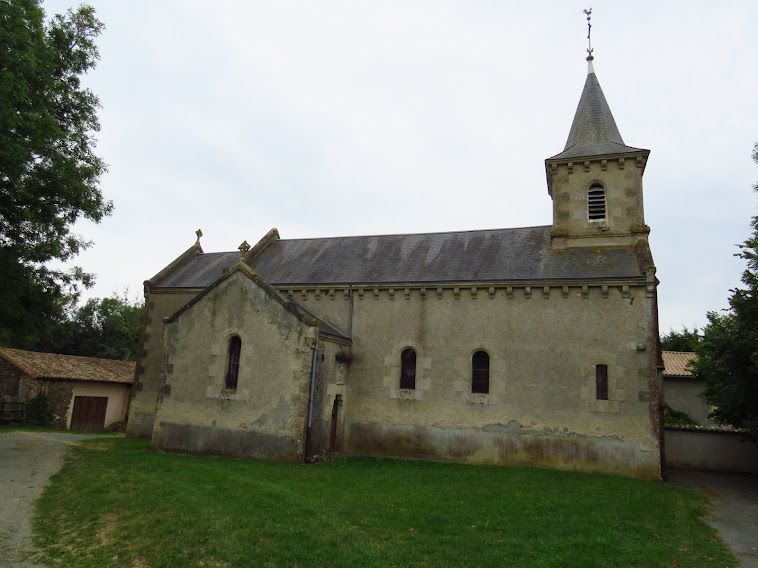
Kirche Saint-Lazare-et-Notre-Dame